# Adrian D. Lüthy
Adrian D. Lüthy o Luethy (1961) es un botánico suizo; especializado en la taxonomía de la familia Cactaceae, con énfasis en Coryphantha, entre otros. Ha trabajado en la taxonomía de especies mexicanas.

## Algunas publicaciones
- reto f. Dicht, adrian d. Lüthy. 2005. Coryphantha: cacti of Mexico and Southern USA. Ed. Springer, viii + 200 p. il. ISBN 3800142996, ISBN 9783800142996 resumen en línea (enlace roto disponible en Internet Archive; véase el historial, la primera versión y la última).

- -----------------, --------------------. 2003. Coryphantha: Kakteen aus Nordamerika. Ed. Ulmer Eugen Verlag, 211 p. ISBN 3800142996 ISBN 978-3800142996

- -----------------, --------------------. 2001. A new conspectus of the genus Coryphantha. Cactaceae Consensus Initiatives 11: 5–21.

- -----------------, --------------------. 1998. Im Feld wiederaufgefunden: Coryphantha salinensis (Poselger) Dicht & A.Lüthy comb. nov. Kakteen und andere Sukkulenten 49 (11): 257.

- La abreviatura «A.Lüthy» se emplea para indicar a Adrian D. Lüthy como autoridad en la descripción y clasificación científica de los vegetales.[4]